# Leonard Schoots
Leonard Schoots (27 januari 2000) is een Nederlands jeugdacteur die ook in musicals optrad.
Schoots is zoon van dirigent Koen Schoots en musicalactrice Susanne Dengler en speelde in drie musicalproducties van 2007 tot en met 2012. In Ciske de Rat had hij de rol van Drikus, in Mary Poppins de rol van Michael Banks en in Kruimeltje met vijf andere jongens de hoofdrol Kruimeltje. Hij speelde in vijftien voorstellingen, in Noord- en Oost-Nederland.
Schoots speelde sinds oktober 2014 drie jaar lang de rol van Kyan in de televisieserie Brugklas. Daarvoor was hij in seizoen 1 te zien als figurant en eenmaal als hoofdpersoon in een aflevering. 
Schoots volgde van 2016 tot 2019 de mbo-opleiding 'Euphonium' aan het Pact+-college te Amsterdam.

## Filmografie
| Serie    | Rol  | Seizoen  | Opmerking                                     |
| -------- | ---- | -------- | --------------------------------------------- |
| Brugklas | Kyan | 2–3 en 6 | Hoofdrol (seizoen 2 en 3) Gastrol (seizoen 6) |

## Theatergrafie
| Theaterstuk  | Personage     | Jaar      | Opmerking              |
| ------------ | ------------- | --------- | ---------------------- |
| Ciske de Rat | Drikus        | 2007-2008 |                        |
| Mary Poppins | Michael Banks | 2009-2010 |                        |
| Kruimeltje   | Kruimeltje    | 2011-2012 | hoofdrol met 5 anderen |